# جرمی کارور
جرمی کارور (به انگلیسی: Jeremy Carver) یک فیلم‌نامه‌نویس و تهیه‌کننده تلویزیونی آمریکایی است که بیشتر برای کار در سریال آمریکایی سوپرنچرال در شبکه تلویزیونی سی‌دابلیو و هم‌چنین به‌عنوان تهیه‌کننده نسخه آمریکای شمالی انسان بودن شناخته شده‌است.